# كلانسي مارتن
كلانسي مارتن (بالإنجليزية: Clancy Martin)‏ (1967)؛ فيلسوف وروائي كندي.

## الجوائز
- زمالة غوغنهايم